# Ricardo van Rhijn
Ricardo van Rhijn (Leiden, 13 de junio de 1991) es un futbolista profesional neerlandés que juega de defensa en el Amsterdamsche F. C. de la Tweede Divisie.

## Trayectoria

### RKSV DoCoS
Ricardo van Rhijn empieza su carrera jugando en el RKSV DoCoS, donde dejó una buena impresión al jugar de defensa central. A los doce años de edad fue transferido al Ajax, rechazando las ofertas de clubes como el ADO Den Haag y el Feyenoord.

### AFC Ajax
Tres años después de ser transferido a las inferiores del club de Ámsterdam, empezó jugando en el equipo B1 y en las ramas menores, donde logró el campeonato nacional bajo las órdenes de Robin Pronk. Después de su exitosa temporada, van Rhijn firmó un contrato y de inmediato subió al equipo A1 (que es el equipo juvenil). Sin embargo, su debut en el primer equipo se produce el 21 de septiembre de 2011 en un partido de copa ante el VV Noordwijk, entrando como sustituto de Toby Alderweireld en el minuto 65.

### Brujas
El 20 de julio de 2016 fue traspasado al Brujas por una suma de 1,8 millones €.

## Selección nacional
Ha sido habitual en las inferiores de la selección neerlandesa, hasta que debutó con la selección absoluta ante Bélgica, el 15 de agosto de 2012, con Louis van Gaal como técnico. Hasta ahora ha jugado ocho partidos internacionales.
Partidos jugados con la selección
Eliminatorias para la Copa Mundial de la FIFA
| Edición | Sede      | Fecha                    | Partido      | Partido   | Partido      | Fase |
| 2014    | Bucarest  | 16 de octubre de 2012    | Rumania      | 1:4 (1:3) | Países Bajos | SF   |
| 2014    | Budapest  | 11 de septiembre de 2012 | Hungría      | 1:4 (1:2) | Países Bajos | SF   |
| 2014    | Ámsterdam | 7 de septiembre de 2012  | Países Bajos | 2:0 (1:0) | Turquía      | SF   |
| ------- | --------- | ------------------------ | ------------ | --------- | ------------ | ---- |

## Clubes
| Club                | País         | Año       |
| ------------------- | ------------ | --------- |
| Jong Ajax           | Países Bajos | 2010-2012 |
| Ajax de Ámsterdam   | Países Bajos | 2012-2016 |
| Club Brujas         | Bélgica      | 2016-2018 |
| AZ Alkmaar (cedido) | Países Bajos | 2017-2018 |
| AZ Alkmaar          | Países Bajos | 2018-2019 |
| S. C. Heerenveen    | Países Bajos | 2019-2020 |
| F. C. Emmen         | Países Bajos | 2020-2021 |
| Karlsruher S. C.    | Alemania     | 2021-2022 |
| F. C. Lisse         | Países Bajos | 2023-2024 |
| Amsterdamsche F. C. | Países Bajos | 2024-     |

## Palmarés

### Campeonatos nacionales
| Título                        | Club              | País         | Año  |
| ----------------------------- | ----------------- | ------------ | ---- |
| Eredivisie                    | Ajax de Ámsterdam | Países Bajos | 2012 |
| Eredivisie                    | Ajax de Ámsterdam | Países Bajos | 2013 |
| Supercopa de los Países Bajos | Ajax de Ámsterdam | Países Bajos | 2013 |
| Eredivisie                    | Ajax de Ámsterdam | Países Bajos | 2014 |
| Supercopa de Bélgica          | Club Brujas       | Bélgica      | 2016 |